# Демюльдер, Жорж
Сесиль Жорж Демюльдер (фр. Cécil Georges Demulder; 12 мая 1919, Элизабетвиль — 6 мая 1983) — бельгийский футболист, нападающий.

## Биография
Жорж Демюльдер родился 12 мая 1919 года в городе Элизабетвиль в Бельгийском Конго (сейчас Лубумбаши в ДР Конго).
Играл в футбол на позиции нападающего. В сезоне-1936/37 дебютировал в чемпионате Бельгии в составе «Роял Уайт Стар» из Волюве-Сен-Пьера, проведя 7 матчей. В двух следующих сезонах забил по 9 мячей, проведя соответственно 17 и 24 игры. В прерванном из-за Второй мировой войны чемпионате Бельгии сезона-1939/40 не сыграл ни одного поединка.
Самым результативным для Демюльдера стал чемпионат сезона-1943/44, в котором он забил 12 мячей в 20 матчах. Последним стал сезон-1947/48, который команда после вылета из первого дивизиона провела лигой ниже. Демюльдер провёл 10 матчей, забил 5 голов. Всего на его счету 124 матча и 43 мяча в составе «Роял Уайт Стар».
14 мая 1939 года провёл единственный в карьере матч за сборную Бельгии, в котором она проиграла в Льеже сборной Швейцарии (1:2).
Умер 6 мая 1983 года.